# 安達喜幸
安達 喜幸（あだち きこう、1827年〈文政10年〉11月‐1884年〈明治17年〉1月10日）は、明治時代の日本の建築技術者。開拓使の建築に関わり、北海道札幌市に現存する札幌市時計台・豊平館・北大第2農場モデルバーンなどの洋風建築を設計・監督した

## 生涯
1827年（文政10年）、江戸芝札の辻（現・東京都港区芝5丁目）で代々大工棟梁職の家に生まれる。初め久治郎と名乗り、薩摩藩など近隣の武家屋敷の建築を請け負いながら棟梁としての力量を磨いて行った。身長6尺豊かな体躯に恵まれ、大勢の職人たちを束ねる統率力と徳望とを兼ね備えていたと評されている。
幕府崩壊後の1868年（明治元年）、多くの江戸の職人たちが「活路を失ひ途方に暮れて」いるなか、安達は薩摩藩関係者の口利きにより横浜方面の土木建築工事に携わり、短期間で天皇行幸の際の行在所を仕上げる。さらに知己であった土木請負人・平野弥十郎とともに、難事業といわれた高輪築堤の工事にも従事する。安達が担当したのは品川八ツ山下の跨線橋と呼ばれる木製橋の架設であった。この工事は明治5年、新橋～横浜間を結んで開通した日本初の鉄道敷設の礎となるものである。平野との固い絆は二人が北海道に渡ってからも続いた。
1871年（明治4年）8月、明治政府により工部省会計局営繕方附属に任ぜられ、このとき喜幸と改名する。同年11月開拓使御用掛を拝命して札幌詰めとなり、翌年春、44歳で妻子を東京に残して単身北海道へ渡る。アメリカの開拓技術を導入して近代化をはかり、寒冷地北海道に適した洋風建築を主要建造物にしていくことを至上命題としていた開拓使にとって、H・ケプロンをはじめとするお雇い外国人技師団が求める建築技法を消化して設計図を引ける安達の力は欠かせなかった。
1872年から1883年にかけては、後に遠藤明久（北海道科学大学／旧北海道工業大学・名誉教授）により「開拓使が手掛けた札幌の主要建築で、彼の手にかからぬものは少ない。開拓使を代表する建築家である」と評されるほど、多くの業績を残した。
開拓使での最初の仕事は、ケプロンの構想に基づいて1873年（明治6年）に竣工した開拓使札幌本庁舎の実施設計・施工である。これは現在の「北海道庁旧本庁舎」（赤レンガ庁舎）の前身となるもので
、日本の明治初期洋風建築の代表作の一つであると同時に、開拓使の北海道開拓にかける意気込みを象徴するものであった。当時のアメリカ東部の州議会議事堂で採用されていた、中央に八角ドームを据えたアメリカン・バロック様式を取り入れたこの重厚な木造建造物は大いに注目を集めたが、1879年（明治12年）火災により焼失する。
1875年（明治8年）、お雇い技師N・W・ホルト設計の豊平橋架橋では、その実施設計や工事監督の仕事にたずさわった。豊平橋は洋式の木造トラス橋の早期の事例として、土木史上の著名な存在とされている。開拓使は安達に全幅の信頼を置き、正規の上席技術者に相当する破格の高給をもって遇した。
1877年（明治10年）に落成した札幌農学校（現・北海道大学）附設・模範家畜房（モデルバーン）は、同校教頭として招聘されたＷ・Ｓ・クラークの構想を基に、彼と共に来日した若き教師Ｗ・ホイラー（2代目教頭）の原案によって安達が設計・施工を手掛けた。ホイラーは基本設計にあたって、当時アメリカ中・西部開拓地で使用されていたバルーンフレームという木造建築の工法を導入したため、この建物は実用性に徹し、質実簡明な趣を帯びる結果となっているが、同時に大工棟梁出身建築家である安達の和風家屋の建築技術の系譜も引いており、その旺盛な実験精神をくみ取ることができる。クラークはモデルバーンの完成を見ることなく帰国するが、その仕事ぶりを「安達氏、その工業の仕法を質問し、またその施業を監督するに最も執着の様子なりき」と記録している。
1878年（明治11年）には、同じくW・ホイラーの原案による札幌農学校演舞場（現・札幌市時計台）の実施設計を手がける。長く北海道開拓のシンボルとなるその外観は、開拓使札幌本庁舎などの前期洋風建築に見られた古典的装飾要素を廃して、簡素平明を旨とする軽快な実用建築の印象がきわめて強く、開拓使時代特有の意匠を見せている。構造的にはモデルバーンで用いられたバルーンフレーム方式が採用されており、依然としてアメリカ木造建築の強い影響下にあったが、そうした洋風建築技術を着実に摂取しながらも安達が「開拓使洋風建築様式」とでもいうべき独自のスタイルを短期間のうちに築き上げて行ったことがうかがわれる。
安達の技術の集大成となった建築は、1879年（明治12年）1月に着工し翌1880年11月に完成した豊平館である。この建物は、開拓使の代表作品であるとともに、日本の明治初期洋風建築の主要作品のひとつにも数えられている。建物本体は札幌農学校所属建物と同じく平明なアメリカ風建築様式を基調としているが、正面中央吹き寄せのコリント式円柱にはヨーロッパ建築様式の咀嚼が見られ、さらに各部屋のシャンデリアの釣元には鳳凰や椿、波に千鳥など日本ならではの伝統的な漆喰装飾が施されていることからもうかがわれるように、日・米・欧の建築技術が融合したきわめてユニークな仕上がりとなっている。アメリカ建築の忠実な模倣からスタートした安達をはじめとする開拓使技術者たちが、10年間にわたって着実に蓄積してきた洋風建築技術が集約された総決算とでも言えよう。さらに、豊平館は、明治政府がつくった唯一の官設ホテルである点にも注目すべきである。最初の宿泊客は明治14年8月、北海道行幸の際の明治天皇であった。
開拓使が1882年（明治15年）に廃止された後は、その後継機関である北海道事業管理局の本官として建築工事を率いていたが、1883年（明治16年）、根室県庁舎建設のため根室に出張中に病を得、東京へ引きあげて養生に努めたがその効なく、翌1884年（明治17年）1月死去した。享年58歳(満56)没。遺骨は品川の法禅寺と札幌の中央寺に埋葬されたが、孫の安達力が戦後一つにまとめ、現在は札幌・里塚霊園に眠る。

## 没後
安達喜幸の名はその後、世に知られることはなかった。喜幸が日記など、自身についての記録を一切残さなかったためだが、戦後しばらくは、時計台や豊平館など初期の洋風建築物は、すべて開拓使が米国から招いた「お雇い外国人」の設計によるものとされていた。
1961年（昭和36年）、道庁建築部に務めていた遠藤明久は、道庁倉庫内に未整理のまま放置されていた膨大な資料の中に、開拓使札幌本庁舎工事図面などを発見・解読する。その結果、「簿書に残る安達粂造なる人物こそ、開拓使本庁舎設計に主要な役割を演じ、他の多くの主要建築物も手がけた設計者ではないか」という強い確信を持って研究を進めつつあった。だが、裏付けとなる決定的資料を必要としていた。
一方、父母より「祖父が時計台などの設計者であった」と聞かされていた喜幸の孫・安達力は、 安達家に伝わる資料や家系図などを持参し、遠藤に面会を求める。それらはいずれも遠藤が追求してきた研究を立証するものであった。遠藤はただちに論文を発表。長く歴史に埋もれていた安達喜幸の経歴と業績が明らかになる。喜幸の死から77年の年月が経っていた。